# SMS Zrínyi
Az SMS Zrínyi az Osztrák–Magyar Monarchia egyik Radetzky-osztályú pre-dreadnought csatahajója (Schlachtschiff) volt. A hajó az egyik magyar nemesi családról, a Zrínyi családról kapta nevét. Az első világháborút követően a hajó az Egyesült Államokhoz került, ahol átkeresztelték azt USS Zrinyire.
A hajó építését 1908. november 15-én kezdték a trieszti Stabilimento Tecnico hajógyárban. Vízrebocsátására 1910. április 12-én, befejezésére pedig 1911-ben került sor.
Az első világháború alatt a Zrínyi az Osztrák-Magyar Monarchia haditengerészetének második csatahajó hadosztályában szolgált, így 1915. május 24-én részt vett az egyik legfontosabb olasz kikötő, Ancona ágyúzásában is. Mivel az Otrantói-szorost az Antant-hatalmak tartották kezükben, az Osztrák-Magyar flotta gyakorlatilag be volt zárva az Adriai-tengerre. Mindamellett a hajók jelenléte komoly Antant-haderőt kötött le.
1918-ban, az Osztrák–Magyar Monarchia szétesését követően, az osztrákok meg akarták előzni, hogy flottájukra az olaszok rátegyék a kezüket, ezért azt szerették volna elérni, hogy flottájuk az újonnan létrejött Szlovén–Horvát–Szerb Államhoz kerüljön. Az Antant-hatalmak viszont visszautasították az osztrákok és szlávok párbeszédének lehetőségét, hogy a hajókat egymás közt oszthassák fel.
Kezdetben úgy tűnt, hogy a hajó mégiscsak a dél-szlávokhoz kerül, de Marijan Polić horvát kapitány 1919. november 22-én felajánlotta a hajót az Egyesült Államoknak kártérítésként. Ezt követően a hajót átnevezték USS Zrinyivé és a parancsnokságát E.E. Hazlett hadnagy vette át. A kezdeti amerikai legénység 4 tisztből és az amerikai tartalék flotta 174 matrózából állt.
A Zrinyi több mint egy évet vesztegelt a spalatoi kikötőben, amíg a további sorsáról tárgyalások folytak. Ez idő alatt mindössze egyszer indították be a hajó gőzgépeit, 1920. február 9-én mikor egy óriási szél csapott le Spalatora.
1920. november 7-én a Zrínyit kivonták a hadrendből. A hajót az USS Chattanooga, az USS Brooks és az USS Hovey átvontatta az olaszországi Velencébe. A versailles-i és St. Germain-i békék értelmében a hajó az olaszokhoz került. A hajót 1921. elején szétbontották.